# Akçan Deniz Sayar
Akçan Deniz Sayar (* 1. Januar 1997 in Susurluk) ist ein türkischer Fußballspieler.

## Karriere
Sayar spielte für die Nachwuchsabteilungen Balıkesir Yeni Sanayispors und Balıkesirspors. Bei letzterem Verein erhielt er im März 2017 einen Profivertrag und gab in der Zweitligapartie vom 30. April 2017 gegen Boluspor sein Profidebüt.